# Nino Nannetti
Nino Nannetti (Bologna, 29 aprile 1906 – Santander, 21 luglio 1937) è stato un antifascista italiano, comandante delle milizie repubblicane durante la guerra civile spagnola.

## Biografia
Figlio di Enrico e Argia Rossi, nacque a Bologna il 29 aprile 1906.
Nel 1923 si unì alla Federazione Giovanile Socialista Italiana dove in seguito ricoprì anche ruoli dirigenziali.
A suo nome fu intitolata la brigata partigiana Divisione Garibaldi "Nino Nannetti"; a Bologna gli è stata dedicata una strada.